# Mario Titi
Mario Titi (* 1921 in Frascati; † 1982) war ein italienischer Maler.

## Leben und Werk
Mario Titi stammt aus der Stadt Frascati.
Er studierte an der Akademie der schönen Künste in Rom und schloss sich später der Bewegung des Futurismus an. Er gilt als Schüler von „Tato“ (Guglielmo Sansoni) und später von Pippo Rizzo.
Mario Titi gilt als Maler der künstlerischen Szene Roms und Castelli Romanis. Seine Werke befinden sich in den Kirchen und Museen des Latium und in privaten Sammlungen weltweit. In persönlichen Vernissagen in Rom, Neapel und Ausstellungen in Frascati zeigte er Werke, die mit der Technik Colata erstellt worden sind, einer Tropf- und Gusstechnik.
Rasch etablierte Titi sich als führender Vertreter des Colata.
Es schlossen sich Ausstellungen in Paris, New York, Monaco, Mailand und Madrid an.
In den 1970er Jahren produzierte er einen Zyklus von 120 Colate, welche durch Dantes Göttliche Komödie inspiriert worden sind. Die drei Zyklen von je 40 Bildern Inferno (Hölle), Purgatorio (Fegefeuer) und Paradiso (Paradies) entsprechen den drei Teilen der Commedia.

## Werke
- Altarbild, 1974, 117 × 72 cm, Öl auf Leinwand (Bild)
- Ulivi, 1967, 40 × 50 cm, Öl auf Leinwand (Bild)
- Natura morta, 1974, 19 × 13 cm, Öl auf Leinwand (Bild)